# Aéroport d'Užice-Ponikve
L'aéroport d'Užice-Ponikve (code IATA : UZC • code OACI : LYUZ) (en serbe : Аеродром Ужице-Поникве), aussi connu sous le nom d'aéroport de Lepa Glava, est un aéroport serbe situé à 12 kilomètres au nord-ouest de la ville d'Užice. Après une importante phase de reconstruction, il s'est ouvert au trafic civil à l'été 2008.

## Histoire
L'aéroport d'Užice-Ponikve a été construit entre 1979 et 1983 mais n'a été activement utilisé qu'à partir de 1992. En 1996, il devint un aéroport public. La compagnie Jat Airways (connue à l'époque sous le nom Jat Yugoslav Airlines) desservait l'aéroport deux fois par semaine à l'aide d'un ATR 72 sur la ligne Užice - Belgrade - Tivat - Užice. À cause du manque de passagers, la compagnie ferma la ligne quelques années plus tard.
En 1999, l'aéroport fut intensément bombardé par les forces de l'Otan lors de la guerre du Kosovo. Durant les années 2000, des compagnies locales s'intéressèrent au transport de marchandises et de passagers ce qui poussa des investisseurs à reconstruire et développer l'aéroport. L'industrie touristique étant florissante grâce aux monts Zlatibor et Tara ainsi qu'au site de Mokra Gora.
Le 27 septembre 2006, l'Armée serbe (propriétaire du lieu) annonça qu'elle vendrait l'aéroport et qu'il redeviendrait public.

## Reconstruction
L'aéroport Nikola-Tesla de Belgrade a investi 3,5 millions de dinars serbe pour la reconstruction de la piste et s'est engagé à fournir un soutien logistique et financier à l'aéroport d'Užice-Ponikve afin d'accélérer sa remise en service. L'aéroport de Belgrade prévoit également de faire de l'aéroport d'Užice-Ponikve son centre névralgique de transport de marchandises pour la Serbie de l'ouest.
La piste (longue de 3 200 m après reconstruction) peut être augmentée d'une section de l'ancienne piste portant la longueur totale à 3 400 m, ce qui lui permet d'accueillir les gros porteurs. La faible pression de l'air à cette altitude fait que les aéronefs ont besoin d'une vitesse de décollage et d'atterrissage plus importante et donc d'une piste plus longue. La piste d'Užice-Ponikve est la plus longue des Balkans et la deuxième plus longue de Serbie.
Le gouvernement serbe supporta les coups de reconstruction à hauteur de 2,5 millions d'euros ainsi que l'Union européenne qui investit 124 000 euros. Les travaux débutèrent le 24 juillet 2006 et furent réalisés par la société Putevi Užice. Actuellement, 19 millions d'euros supplémentaires sont nécessaires pour achever les travaux. La municipalité d'Užice compte sur le PIN (Plan d'Investissement National) pour terminer la reconstruction de l'aéroport.

## Projet RAIRDev
L'aéroport d'Užice-Ponikve participe au projet "Regional Airports Interaction for Regional Development" organisé par le programme de coopération CADSES INTERREG. Le but du projet est de renforcer et de développer le trafic aérien entre aéroports régionaux. En plus de l'aéroport d'Užice-Ponikve, sept aéroports régionaux grecs, un slovaque, un polonais, un italien, un allemand et un ukrainien participent au projet.

## Services
La direction de l'aéroport confirma qu'elle était intéressée par les vols à bas prix, les réguliers et les charters.

## Sources
- (en) Buried Planes Make Ponikve Military Airport Unfit for Civilian Use
- (sr) "Zlatna koka" širi krila
- (sr) Evropa hoće aerodrom Ponikve
- (sr) Ponikve osposobljene za vojne letove - Uklonjeno 10 raketa
- (sr) "Avionom do Tare i Zlatibora" - Vojni aerodrom Ponikve od septembra se otvara za civilni saobraćaj
- (sr) Pista za maline i turiste
- (sr) "Ponikve" ponovo niču